# Koninklijke Beerschot Antwerpen Club
Koninklijke Beerschot Antwerpen Club was een Belgische voetbalclub uit Antwerpen. De club was aangesloten bij de KBVB. De club was de voortzetting van Germinal Ekeren, ontstaan in 1920. In 1999 veranderde de naam in Germinal Beerschot Antwerpen na een officieuze fusie met Beerschot VAC, de club speelde echter met het stamnummer van Ekeren en was dus officieel een voortzetting van Germinal. In 2011 werd echter de naam van de fusieclub opnieuw gewijzigd in Beerschot Antwerpen Club om aansluiting te vinden met de historisch grotere en eerder opgerichte Beerschot VAC.
Oorspronkelijk speelde de club in Ekeren. Sinds 1999 werkte de club zijn thuiswedstrijden af in het Olympisch Stadion ('t Kiel). Hun grootste rivaal was Royal Antwerp FC. Tot 2013 speelde de club in eerste klasse. Op 21 mei 2013 werd de club failliet verklaard. De supporters stapten massaal over naar KFCO Wilrijk dat zijn naam veranderde naar KFCO Beerschot Wilrijk. Dit project werd door de verweesd achtergebleven supporters opgestart en telde in zijn eerste jaar (in eerste provinciale Antwerpen) gemiddeld meer dan 7.000 toeschouwers.

## Geschiedenis

### Germinal Ekeren
Germinal Ekeren werd in Ekeren opgericht in 1920 als FC Germinal Ekeren. De club speelde in geel-rode uitrusting, en had als thuisbasis het stadion Veltwijckpark. Germinal was de zevende maand van de Franse Kalender, toen een symbool van de socialistische beweging. Van 1920 tot 1940 trad de club aan in de kampioenschappen van de Socialistische Voetbalbond; van 1940 tot 1942 in die van de Vlaamsche Voetbalbond. In 1942 maakte men uiteindelijke de overstap vanuit deze amateurbonden naar en werd men lid van de KBVB als FC Germinal Ekeren. In 1952 kwam de club voor het eerst uit in de nationale vierde klasse, waar het twee seizoenen bleef. In 1960 kon de club opnieuw een seizoen in deze reeks aantreden. In 1971 kreeg het koninklijke titel, en werd KFC Germinal Ekeren. In de jaren 80 zou de club uiteindelijk promoveren van provinciaal voetbal tot Europees voetbal. Van 1981 tot 1984 speelde de ploeg in Vierde, van 1984 tot 1988 in Derde, in het seizoen 1988/89 in Tweede en vanaf 1989 in de hoogste nationale afdeling, de Eerste Klasse. In 1991 eindigde de ploeg vijfde, en kwalificeerde zich zo voor Europees voetbal in 1991/92 en speelde één ronde tegen Celtic FC (2-0 in Glasgow, 1-1 thuis). In 1995 kon Ekeren na een zesde plaats zich voor Intertotovoetbal plaatsen, maar kon zich niet voor de tweede ronde plaatsen. In 1996 eindigde Ekeren derde, en verdiende zo weer een ticket voor de UEFA Cup, maar werd daar door Grazer AK uitgeschakeld na een 3-1 thuis en 0-2 nederlaag uit. In 1997 behaalde Ekeren de Beker van België, dit leverde ook deelname aan de Beker voor Bekerwinnaars op het volgende seizoen. Daar verloor Ekeren in de tweede ronde van VfB Stuttgart na een winst tegen Rode Ster Belgrado. Opnieuw werd Ekeren in de Belgische competitie derde zodat de ploeg in 1998/99 weer UEFA Cup kon spelen. Na een winst in voorronde tegen FK Sarajevo werd het team door Servette FC in de kwalificatieronde uitgeschakeld.
Germinal Ekeren kreeg echter problemen met zijn stadion. Binnenkort zou een licentie nodig zijn om nog in eerste of tweede klasse te mogen voetballen. Daarvoor moest het stadion uitgebreid worden. Enkele buurtbewoners vonden echter dat het stadion hinder opleverde en voor een stuk op natuurgebied lag. Ze stapten naar de rechtbank. Uitbreiden was op termijn onmogelijk. Als oplossing vond men een samengaan met Beerschot VAC, dat in financiële moeilijkheden verkeerde. Deze fusie werd bekrachtigd in januari 1999: Germinal Ekeren veranderde zijn statuten en werd op vraag van AFC Ajax, een beursgenoteerd bedrijf en minderheidsaandeelhouder, een NV. De naam veranderde in K.F.C. Germinal Beerschot Antwerpen en de club ging op het Antwerpse Kiel spelen.

### K Beerschot VAC
Beerschot was een club die in 1900 was aangesloten bij de voetbalbond, later stamnummer 13 kreeg. De club speelde in paars-wit in het Olympisch stadion. De club speelde decennialang onafgebroken in de hoogste afdeling. Voor de Tweede Wereldoorlog haalde club 7 landstitels, later zouden enkel nog twee Belgische Bekers volgen. Na enkele moeilijke jaren met financiële problemen zou de club in 1999 ten slotte verdwijnen. Beerschot VAC speelde zijn laatste wedstrijd op 9 mei 1999.

### Germinal Beerschot
In 1999 werd de club Beerschot VAC door een officieuze fusie opgenomen in Germinal Ekeren, de nieuwe club heet nu Germinal Beerschot Antwerpen. De club behield het stamnummer van Germinal Ekeren, om zo in eerste klasse te kunnen blijven aantreden, maar ging in het stadion van Beerschot spelen. De clubkleuren werden paars-wit van Beerschot met geel-rode bandjes die naar Ekeren verwezen.
De beginjaren van de fusieclub waren ook gekenmerkt door de participatie die AFC Ajax in de club had genomen. De aanvankelijke minderheidsparticipatie (30%) werd na twee jaar zelfs opgedreven tot een meerderheidsparticipatie. Vooral op het niveau van de jeugdwerking zou deze samenwerking gevolgen hebben: jeugdspelers zoals Tom De Mul, Thomas Vermaelen, Jan Vertonghen en Mats Rits zouden later de overstap van Germinal Beerschot naar AFC Ajax maken. Sportief en financieel liep de samenwerking iets minder. Ondanks het aantrekken van coryfeeën zoals Franky Van der Elst - hoofdtrainer tijdens de eerste vier seizoenen - en Marc Degryse kon de fusieclub tijdens de eerste jaren slechts aanspraak maken op een rol in de middenmoot. De enige uitschieters waren enkele overwinningen tegen Belgische topclubs en twee halve finales van de Beker van België. Aan de samenwerking met AFC Ajax zou na een viertal jaren een einde komen, toen de groep rond Jos Verhaegen de club weer in handen nam.
In 2005 won Germinal Beerschot onder trainer Marc Brys de Beker van België - tot op vandaag de enige trofee die de club na de fusie kon veroveren - na een 2-1-overwinning tegen landskampioen Club Brugge. Doelpuntenmakers waren Karel Snoeckx en Kris De Wree. Dankzij deze overwinning was de Antwerpse eersteklasser geplaatst voor de eerste ronde van de UEFA Cup, waarin het na strafschoppen uitgeschakeld zou worden door Olympique Marseille nadat beide wedstrijden op 0-0 waren geëindigd. Datzelfde seizoen 2005/06 werd trainer Marc Brys na zeven speeldagen (met een 4 op 21) ontslagen, meteen het eerste ontslag van een eersteklassetrainer dat seizoen. Brys werd opgevolgd door Jos Daerden, die de club in extremis naar de zesde plaats in de eindstand loodste. Het contract van Daerden werd op het einde van het seizoen echter niet verlengd wegens onenigheden met het bestuur. Voor het seizoen 2006/07 werd tacticus Marc Brys weer binnengehaald als trainer; ook dat seizoen zou de fusieclub op een (gedeelde) zesde plaats eindigen. Brys werd na het seizoen vervangen door Harm van Veldhoven.
Mede door de doorbraak van spelers zoals François Sterchele, Hernán Losada, Gustavo Colman, Kenny Steppe en Ederson Tormena leek Germinal Beerschot onder trainer Van Veldhoven met technisch voetbal haar geleidelijke opgang naar de subtop voorzichtig voort te zetten. Hoogtepunten waren hierbij een reeks van negen opeenvolgende overwinningen - een evenaring van het clubrecord van het vroegere Beerschot - tijdens het seizoen 2007/08 en een vijfde plaats in het eindklassement van datzelfde seizoen.
De seizoenstart 2008/09 verliep echter zeer moeizaam, met een uitschakeling in de tweede voorronde van de Intertoto Cup tegen het bescheiden Neftçi Bakoe en een schamele 8 op 33 in de competitie. Toen de Antwerpse eersteklasser in de 1/32ste finales van de Beker van België kansloos werd uitgeschakeld door de derdeklasser Racing Mechelen, nam trainer Harm van Veldhoven zelf ontslag. Hij werd daags nadien opgevolgd door voormalig Belgisch bondscoach Aimé Anthuenis, voordien ook technisch directeur van Germinal Beerschot. Antheunis begon echter met teleurstellende resultaten aan het seizoen 2009/10 en werd eind augustus 2009 zelf ontslagen. Jos Daerden keerde terug als zijn opvolger. Hoewel vervolgens de eerste seizoenshelft werd afgesloten op de derde plaats, een record voor de fusieclub, werd het contract van Jos Daerden vanwege een teleurstellende tweede seizoenshelft en dito play-offs wéér niet verlengd en mocht nu Glen De Boeck overnemen. In het seizoen 2010/11 vielen de resultaten weer tegen en op 29 november werd De Boeck vervolgens ontslagen. Hij werd opgevolgd door Jacky Mathijssen.

### Beerschot AC
De trainerscarrousel en neergaande resultaten in het seizoen 2010/11 werden door de fans vaak geweten aan interne strubbelingen en een continue machtsstrijd binnen de bestuurskamer. Hier kwam met de komst van Patrick Vanoppen als nieuwe 'sterke man' een einde aan. Hij verwierf midden februari 2011 99% van de aandelen van de club, waarna onder zijn impuls de heropbouw en uitbouw van de club werd ingezet. Om de identiteit van de club in de toekomst beter te profileren onder een "sterk merk", werd in 2011 een naamswijziging van de club doorgevoerd met een terugkeer naar de naam van het ter ziele gegane K. Beerschot AC (ditmaal voluit Koninklijke Beerschot Antwerpen Club in plaats van het oorspronkelijke Beerschot Athletic Club). De KBVB keurde in mei de naamswijziging goed. Ook een nieuw logo moest verwijzen naar het oude Beerschot, met de beer opnieuw prominent weergegeven. In het logo zit tevens een teken verwerkt dat enerzijds een kroon voorstelt ('Koninklijke') maar ook verwijst naar het getallensysteem van de Maya's: meer bepaald het nummer 13, het stamnummer van het vroegere Beerschot.
In het seizoen 2012-2013 behaalde Beerschot de 15de plaats in het klassement. Dit betekende dat Beerschot Play-off 3 moest spelen tegen de nummer 16, Cercle Brugge. Ze wonnen de eerste wedstrijd maar verloren de volgende 3 wedstrijden, met de degradatie als gevolg.
Naast de sportieve problemen kampte Beerschot tevens met financiële problemen. De club zou een schuldenlast van 17 miljoen euro torsen en vroeg in maart 2013 een gerechtelijk akkoord aan om zich tegen zijn schuldeisers te beschermen. Ondanks dit gerechtelijk akkoord kon de club niet voldoen aan de voorwaarden voor het behalen van een licentie en werd de licentie door de KBVB geweigerd. Op 21 mei 2013 werd Beerschot door de rechtbank van koophandel uiteindelijk failliet verklaard. Als gevolg van dit faillissement werd het stamnummer 3530 van K. Beerschot AC geschrapt bij de KBVB en hield de club de facto op te bestaan.

### Germinal Beerschot per seizoen
- Germinal Beerschot in het seizoen 2008-2009
- Germinal Beerschot in het seizoen 2009-2010
- Germinal Beerschot in het seizoen 2010-2011

### K. Beerschot AC per seizoen
- Beerschot AC in het seizoen 2011-2012
- Beerschot AC in het seizoen 2012-2013

## Erelijst
- Beker van België

winnaar (2): 1997 (als Ekeren), 2005
finalist (2): 1990, 1995 (als Ekeren)
Belgische Supercup
finalist (2): 1997 (als Ekeren), 2005
Nissan Cup
finalist (2): 1998, 1999 (als Ekeren)
Individuele trofeeën
Topscorer (2)
2006 (Tosin Dosunmu), 2007 (François Sterchele)

## Resultaten
| Seizoen                                                                                       | Klasse | Klasse | Klasse | Klasse | Klasse | Klasse | Klasse | Reeks                                     | Punten                                    | Opmerkingen | Beker  | Europa  |
|                                                                                               | I      | II     | III    | P.II   | P.III  |        |        |                                           |                                           | |        |         |
| --------------------------------------------------------------------------------------------- | ------ | ------ | ------ | ------ | ------ | ------ | ------ | ----------------------------------------- | ----------------------------------------- | --- | ------ | ------- |
| 1933/34                                                                                       |        |        |        |        | 9      |        |        | Derde Prov. Antw.                         | 11                                        | |        |         |
| 1934/35                                                                                       |        |        |        |        | 5      |        |        | Derde Prov. Antw.                         | 15                                        | |        |         |
| 1935/36                                                                                       |        |        |        |        | 1      |        |        | Derde Prov. Antw.                         | 11                                        | |        |         |
| 1936/37                                                                                       |        |        |        | 13     |        |        |        | Tweede Gew. Antw.                         | 14                                        | |        |         |
| 1937/38                                                                                       |        |        |        |        | 5      |        |        | Derde Prov. Antw.                         | 20                                        | |        |         |
| 1938/39                                                                                       |        |        |        |        | 12     |        |        | Derde Prov. Antw.                         | 16                                        | |        |         |
| 1939/40                                                                                       |        |        |        | 6      |        |        |        | Tweede Gew. Antw.                         | 15                                        | Noodcompetitie door start Wereldoorlog II                                                                                                   |        |         |
| 1940/41                                                                                       |        |        |        |        |        |        |        |                                           |                                           | Geen competitie door Wereldoorlog II |        |         |
| 1941/42                                                                                       |        |        |        |        |        |        |        |                                           |                                           | Geen competitie door Wereldoorlog II |        |         |
| 1942/43                                                                                       |        |        |        |        | 3      |        |        | Derde Prov. Antw.                         | 28                                        | |        |         |
| 1943/44                                                                                       |        |        |        |        | 1      |        |        | Derde Prov. Antw.                         | 33                                        | |        |         |
| 1944/45                                                                                       |        |        |        |        |        |        |        |                                           |                                           | Geen competitie doorWereldoorlog II |        |         |
| 1945/46                                                                                       |        |        |        |        | 2      |        |        | Derde Prov. Antw.                         | 30                                        | |        |         |
| 1946/47                                                                                       |        |        |        |        | 1      |        |        | Derde Prov. Antw.                         | 46                                        | |        |         |
| 1947/48                                                                                       |        |        |        | 1      |        |        |        | Tweede Gew. Antw.                         | 52                                        | |        |         |
| 1948/49                                                                                       |        |        |        | 2      |        |        |        | Tweede Prov. Antw.                        | 43                                        | |        |         |
| 1949/50                                                                                       |        |        | 11     |        |        |        |        | Bevordering C                             | 26                                        | |        |         |
| 1950/51                                                                                       |        |        | 14     |        |        |        |        | Bevordering D                             | 24                                        | Degradatie wegens derde laatste plaats in de competitie                                                                                     |        |         |
| 1951/52                                                                                       |        |        |        | 4      |        |        |        | Tweede Prov. Antw.                        | 39                                        | |        |         |
|                                                                                               | I      | II     | III    | IV     | P.I    | P.II   | P.III  | Vanaf 1952/53 zijn er 4 nationale niveaus | Vanaf 1952/53 zijn er 4 nationale niveaus | Vanaf 1952/53 zijn er 4 nationale niveaus                                                                                                   | Beker  |         |
| 1952/53                                                                                       |        |        |        | 11     |        |        |        | Vierde Klasse A                           | 26                                        | |        |         |
| 1953/54                                                                                       |        |        |        | 16     |        |        |        | Vierde Klasse D                           | 19                                        | Degradatie wegens laatste plaats in de competitie                                                                                           | 1/32   |         |
| 1954/55                                                                                       |        |        |        |        | 4      |        |        | Eerste Prov. Antw.                        | 39                                        | | R1     |         |
| 1955/56                                                                                       |        |        |        |        | 3      |        |        | Eerste Prov. Antw.                        | 41                                        | | R3     |         |
| 1956/57                                                                                       |        |        |        |        | 4      |        |        | Eerste Prov. Antw.                        | 37                                        | |        |         |
| 1957/58                                                                                       |        |        |        |        | 4      |        |        | Eerste Prov. Antw.                        | 35                                        | |        |         |
| 1958/59                                                                                       |        |        |        |        | 14     |        |        | Eerste Prov. Antw.                        | 24                                        | |        |         |
| 1959/60                                                                                       |        |        |        |        | 1      |        |        | Eerste Prov. Antw.                        | 41                                        | Promotie als kampioen |        |         |
| 1960/61                                                                                       |        |        |        | 15     |        |        |        | Vierde Klasse D                           | 24                                        | Degradatie wegens voorlaatste plaats in de competitie                                                                                       |        |         |
| 1961/62                                                                                       |        |        |        |        | 6      |        |        | Eerste Prov. Antw.                        | 35                                        | |        |         |
| 1962/63                                                                                       |        |        |        |        | 12     |        |        | Eerste Prov. Antw.                        | 26                                        | |        |         |
| 1963/64                                                                                       |        |        |        |        | 15     |        |        | Eerste Prov. Antw.                        | 19                                        | Degradatie wegens voorlaatste plaats in de competitie                                                                                       | R4     |         |
| 1964/65                                                                                       |        |        |        |        |        | 2      |        | Tweede Prov. C                            | 40                                        | | R1     |         |
| 1965/66                                                                                       |        |        |        |        |        | 1      |        | Tweede Prov. A                            | 43                                        | Promotie als kampioen | DNQ    |         |
| 1966/67                                                                                       |        |        |        |        | 3      |        |        | Eerste Prov. Antw.                        | 38                                        | | DNQ    |         |
| 1967/68                                                                                       |        |        |        |        | 5      |        |        | Eerste Prov. Antw.                        | 37                                        | | DNQ    |         |
| 1968/69                                                                                       |        |        |        |        | 10     |        |        | Eerste Prov. Antw.                        | 28                                        | | DNQ    |         |
| 1969/70                                                                                       |        |        |        |        | 12     |        |        | Eerste Prov. Antw.                        | 25                                        | | DNQ    |         |
| Als KFC Germinal Ekeren (Koninklijke Football Club Germinal Ekeren)                           |        |        |        |        |        |        |        |                                           |                                           | |        |         |
| 1970/71                                                                                       |        |        |        |        | 13     |        |        | Eerste Prov. Antw.                        | 25                                        | | DNQ    |         |
| 1971/72                                                                                       |        |        |        |        | 10     |        |        | Eerste Prov. Antw.                        | 29                                        | | DNQ    |         |
| 1972/73                                                                                       |        |        |        |        | 16     |        |        | Eerste Prov. Antw.                        | 14                                        | Degradatie wegens laatste plaats in de competitie                                                                                           | DNQ    |         |
| 1973/74                                                                                       |        |        |        |        |        | 12     |        | Tweede Prov. A                            | 27                                        | | DNQ    |         |
| 1974/75                                                                                       |        |        |        |        |        | 15     |        | Tweede Prov. A                            | 21                                        | Degradatie wegens voorlaatste plaats in de competitie                                                                                       | DNQ    |         |
| 1975/76                                                                                       |        |        |        |        |        |        | 11     | Derde Prov. A                             | 29                                        | | DNQ    |         |
| 1976/77                                                                                       |        |        |        |        |        |        | 3      | Derde Prov. A                             | 45                                        | Promotie | DNQ    |         |
| 1977/78                                                                                       |        |        |        |        |        | 3      |        | Tweede Prov. A                            | 41                                        | | DNQ    |         |
| 1978/79                                                                                       |        |        |        |        |        | 2      |        | Tweede Prov. A                            | 43                                        | | R3     |         |
| 1979/80                                                                                       |        |        |        |        |        | 1      |        | Tweede Prov. A                            | 52                                        | Promotie als kampioen | R3     |         |
| 1980/81                                                                                       |        |        |        |        | 1      |        |        | Eerste Prov. Antw.                        | 53                                        | Promotie als kampioen | DNQ    |         |
| 1981/82                                                                                       |        |        |        | 5      |        |        |        | Vierde Klasse C                           | 32                                        | | R2     |         |
| 1982/83                                                                                       |        |        |        | 5      |        |        |        | Vierde Klasse B                           | 35                                        | | 1/32   |         |
| 1983/84                                                                                       |        |        |        | 1      |        |        |        | Vierde Klasse A                           | 41                                        | | R5     |         |
| 1984/85                                                                                       |        |        | 5      |        |        |        |        | Derde Klasse B                            | 35                                        | | R5     |         |
| 1985/86                                                                                       |        |        | 2      |        |        |        |        | Derde Klasse A                            | 43                                        | | R5     |         |
| 1986/87                                                                                       |        |        | 2      |        |        |        |        | Derde Klasse B                            | 41                                        | | R5     |         |
| 1987/88                                                                                       |        |        | 1      |        |        |        |        | Derde Klasse B                            | 51                                        | | R4     |         |
| 1988/89                                                                                       |        | 1      |        |        |        |        |        | Tweede Klasse                             | 44                                        | | 1/32   |         |
| 1989/90                                                                                       | 13     |        |        |        |        |        |        | Eerste Klasse                             | 27                                        | | finale |         |
| 1990/91                                                                                       | 5      |        |        |        |        |        |        | Eerste Klasse                             | 42                                        | | 1/16   |         |
| 1991/92                                                                                       | 8      |        |        |        |        |        |        | Eerste Klasse                             | 37                                        | | 1/16   | UC: R1  |
| 1992/93                                                                                       | 14     |        |        |        |        |        |        | Eerste Klasse                             | 27                                        | | 1/4    |         |
| 1993/94                                                                                       | 10     |        |        |        |        |        |        | Eerste Klasse                             | 32                                        | | 1/2    |         |
| 1994/95                                                                                       | 6      |        |        |        |        |        |        | Eerste Klasse                             | 37                                        | | finale |         |
| 1995/96                                                                                       | 3      |        |        |        |        |        |        | Eerste Klasse                             | 53                                        | | 1/8    | ITC: R1 |
| 1996/97                                                                                       | 10     |        |        |        |        |        |        | Eerste Klasse                             | 46                                        | Winst Beker van België, na 4-2 winst na verlengingen tegen RSC Anderlecht.                                                                  | winst  | UC: R1  |
| 1997/98                                                                                       | 3      |        |        |        |        |        |        | Eerste Klasse                             | 58                                        | Belgische Supercup verloren van K. Lierse SK met 1-0.                                                                                       | 1/2    | EC2: R2 |
| 1998/99                                                                                       | 10     |        |        |        |        |        |        | Eerste Klasse                             | 49                                        | | 1/2    | UC: Q2  |
| Als KFC Germinal Beerschot Antwerpen (Koninklijke Football Club Germinal Beerschot Antwerpen) |        |        |        |        |        |        |        |                                           |                                           | |        |         |
| 1999/00                                                                                       | 7      |        |        |        |        |        |        | Eerste Klasse                             | 55                                        | | 1/8    |         |
| 2000/01                                                                                       | 6      |        |        |        |        |        |        | Eerste Klasse                             | 54                                        | | 1/2    |         |
| 2001/02                                                                                       | 9      |        |        |        |        |        |        | Eerste Klasse                             | 49                                        | | 1/8    |         |
| 2002/03                                                                                       | 14     |        |        |        |        |        |        | Eerste Klasse                             | 31                                        | | 1/2    |         |
| 2003/04                                                                                       | 7      |        |        |        |        |        |        | Eerste Klasse                             | 44                                        | | 1/4    |         |
| 2004/05                                                                                       | 9      |        |        |        |        |        |        | Eerste Klasse                             | 42                                        | Winst Beker van België, na 2-1 winst tegen Club Brugge.                                                                                     | winst  |         |
| 2005/06                                                                                       | 6      |        |        |        |        |        |        | Eerste Klasse                             | 49                                        | Belgische Supercup verloren van Club Brugge na strafschoppen (1-1 na verlengingen).                                                         | 1/8    | UC: R1  |
| 2006/07                                                                                       | 6      |        |        |        |        |        |        | Eerste Klasse                             | 51                                        | | 1/16   |         |
| 2007/08                                                                                       | 5      |        |        |        |        |        |        | Eerste Klasse                             | 55                                        | Door het forfait van Cercle Brugge, vierde in de eindstand van de Jupiler League, plaatste Germinal Beerschot zich voor de Intertoto-beker. | 1/2    |         |
| 2008/09                                                                                       | 13     |        |        |        |        |        |        | Eerste Klasse                             | 42                                        | | 1/16   | ITC: R2 |
| 2009/10                                                                                       | 10     |        |        |        |        |        |        | Eerste klasse                             | 35                                        | In play-off II B eindigde Germinal Beerschot op de derde plaats met 5 punten.                                                               | 1/8    |         |
| 2010/11                                                                                       | 13     |        |        |        |        |        |        | Eerste klasse                             | 26                                        | In play-off II B eindigde Germinal Beerschot op de derde plaats met 6 punten.                                                               | 1/4    |         |
| Als K. Beerschot AC (Koninklijke Beerschot Antwerpen Club)                                    |        |        |        |        |        |        |        |                                           |                                           | |        |         |
| 2011/12                                                                                       | 11     |        |        |        |        |        |        | Eerste klasse                             | 36                                        | In play-off II B eindigde Beerschot AC op de derde plaats met 7 punten.                                                                     | 1/4    |         |
| 2012/13                                                                                       | 15     |        |        |        |        |        |        | Eerste klasse                             | 23                                        | In play-off III eindigde Beerschot AC tweede na Cercle Brugge, met degradatie als gevolg.                                                   | 1/16   |         |
| stamnummer 3530 geschrapt, wegens niet behalen van de licentie en daaropvolgend faillissement |        |        |        |        |        |        |        |                                           |                                           | |        |         |

### In Europa
Uitslagen vanuit gezichtspunt Germinal Ekeren
| Seizoen | Competitie    | Ronde        | Land                           | Club               | Totaalscore | 1e W    | 2e W    | PUC |
| ------- | ------------- | ------------ | ------------------------------ | ------------------ | ----------- | ------- | ------- | --- |
| 1991/92 | UEFA Cup      | 1R           | Vlag van Schotland             | Celtic FC          | 1-3         | 0-2 (U) | 1-1 (T) | 1.0 |
| 1995    | Intertoto Cup | Groep 3      | Vlag van Zwitserland           | FC Aarau           | 3-3         | 3-3 (T) |         | 0.0 |
|         |               | Groep 3      | Vlag van Faeröer               | HB Tórshavn        | 1-1         | 1-1 (U) |         | 0.0 |
|         |               | Groep 3      | Vlag van Roemenië              | U Cluj             | 4-1         | 4-1 (T) |         | 0.0 |
|         |               | Groep 3 (2e) | Vlag van Noorwegen             | Tromsø IL          | 2-0         | 2-0 (U) |         | 0.0 |
| 1996/97 | UEFA Cup      | 1R           | Vlag van Oostenrijk            | Grazer AK          | 3-3 u       | 3-1 (T) | 0-2 (U) | 2.0 |
| 1997/98 | Europacup II  | 1R           | Vlag van Joegoslavië           | Rode Ster Belgrado | 4-3         | 3-2 (T) | 1-1 (U) | 5.0 |
|         |               | 2R           | Vlag van Duitsland             | VfB Stuttgart      | 4-6         | 0-4 (T) | 4-2 (U) | 5.0 |
| 1998/99 | UEFA Cup      | 1Q           | Vlag van Bosnië en Herzegovina | FK Sarajevo        | 4-1         | 4-1 (T) | 0-0 (U) | 2.5 |
|         |               | 2Q           | Vlag van Zwitserland           | Servette FC Genève | 3-5         | 1-4 (U) | 2-1 (T) | 2.5 |

Uitslagen vanuit gezichtspunt Germinal Beerschot
| Seizoen | Competitie    | Ronde | Land                  | Club                | Totaalscore  | 1e W    | 2e W       | PUC |
| ------- | ------------- | ----- | --------------------- | ------------------- | ------------ | ------- | ---------- | --- |
| 2005/06 | UEFA Cup      | 1R    | Vlag van Frankrijk    | Olympique Marseille | 0-0 (1-4 ns) | 0-0 (T) | 0-0 nv (U) | 2.0 |
| 2008    | Intertoto Cup | 2R    | Vlag van Azerbeidzjan | Neftçi Bakoe        | 1-2          | 1-1 (T) | 0-1 (U)    | 0.0 |

Totaal aantal punten UEFA coëfficiënten: 12.5

## Bekende ex-spelers

### Beerschot AC
| - Adnan Čustović - Arnor Angeli - Wim De Decker - Guillaume François - Conor Laerenbergh - Joachim Mununga - Funso Ojo - Stijn Stijnen - Peter Van der Heyden - Dries Wuytens |  | - Philippe Clement - Roni Porokara - Tomislav Mikulić - Roy Dayan - Dor Malul - Tomislav Pačovski - Sherjill Mac-Donald - Ibrahima Sidibe - Gary Kagelmacher - Vusumuzi Nyoni |

### Germinal Beerschot
| - Thomas Vermaelen - Radja Nainggolan - Gustavo Colman - Hernán Losada - Daniel Quinteros - Jason Čulina - Toby Alderweireld - Jan Vertonghen - Jurgen Cavens - Steve Cooreman - Wim De Decker - Marc Degryse - Mousa Dembélé - Jonas De Roeck - Kris De Wree - Francis Severeyns - Jan Moons - Kristof Snelders - Karel Snoeckx |  | - Wesley Sonck - François Sterchele - Jelle Van Damme - Philip Haagdoren - Marc Hendrikx - Carl Hoefkens - Gunther Hofmans - Dirk Huysmans - Emmanuel Karagiannis - Mohamed Messoudi - Aristide Bancé - Moumouni Dagano - Luciano Da Silva - Victor Simões de Oliveira - Walker Américo Frônio |  | - Samir Beloufa - Boldizsár Bodor - Igor Lolo - Pius Ndiefi - Mario Cvitanović - Ivan Leko - Victor Wanyama - Noah Abid - Maikel Aerts - Chris van der Weerden - Henk Vos - Khalilou Fadiga - Aleksandar Mutavdžić - Djordje Svetlicic - Cephas Chimedza - Aaron Mokoena |

### Germinal Ekeren
| - Tony Vidmar - Jos Daerden - Eric Deflandre - Tony Herreman - Kurt Morhaye - Marc Schaessens - Francis Severeyns - Thierry Siquet - Eddy Snelders - Philippe Vande Walle - Guy Vandersmissen - Mike Verstraeten - Luc Leys - Wesley Sonck |  | - Tomasz Radzinski - Flórián Urbán - Dick Beek - Ton Cornelissen - Harry Lubse - Simon Tahamata - Edwin van Ankeren - Michel van de Korput - Cvijan Milošević - Ari Heikkinen |

## Trainers
| Germinal Beerschot - 1999-2003 : Franky Van der Elst - 2003-2005 : Marc Brys - 2005-2006 : Marc Brys, Jos Daerden - 2006-2007 : Marc Brys - 2007-2008 : Harm van Veldhoven - 2008-2009 : Harm van Veldhoven, Aimé Anthuenis - 2009-2010 : Aimé Anthuenis, Jos Daerden - 2010-2011 : Glen De Boeck, Jacky Mathijssen |  | Beerschot AC - 2011-2012 : Jacky Mathijssen, Wim De Corte - 2012-2013 : Adrie Koster, Wim De Corte, Jacky Mathijssen |

## Tenue en sponsoring

### Tenue
Het thuistenue was vanaf het eerste jaar dat Germinal Beerschot bestond, helemaal paars (met soms wit) maar met een vleugje geel-rood dat verwijst naar de fusie met Germinal Ekeren. Het uittenue daarentegen varieerde bijna elk jaar. De eerste seizoenen was dit enkel wit, zodat ze thuis in het paars en uit in het wit speelden, maar ook de kleuren oranje en groen kwamen al op de velden. Als sponsors traden onder meer De Post en Quick op. Vanaf het seizoen 2011/2012 is het tenue enkel nog maar paars-wit. Dit heeft te maken met de naams- en logowijziging van Germinal Beerschot naar K. Beerschot AC een verwijzing naar het oude Beerschot.

### Sponsoring
In tegenstelling tot andere teams gebruikte Germinal Beerschot nooit echt een bekende kledingsponsor. Wijnfabrikant Young Charly was in het eerste jaar nog shirtsponsor. Dit kwam doordat Germinal Ekeren dit bedrijf ook nog had als sponsor. De volgende drie jaar was dat De Post. Telecombedrijf Sun Telecom en kledingmerk Garcia zorgden in de seizoenen 2003/2004 - 2005/2006 afwisselend voor de reclame op het shirt. Vanaf het seizoen 2006/2007 was dit Hamburgerketen Quick. Deze sponsoring loopt tot en met het seizoen 2011/2012. Medio februari 2012 besloot Quick om vanaf volgend seizoen niet langer als sponsor van Beerschot AC door het leven te gaan. Vanaf 2012 was de shirtsponsor elke week variabel bij Beerschot. Zo kunnen bedrijven bieden op een wedstrijd met de mogelijkheid op het shirt te prijken.

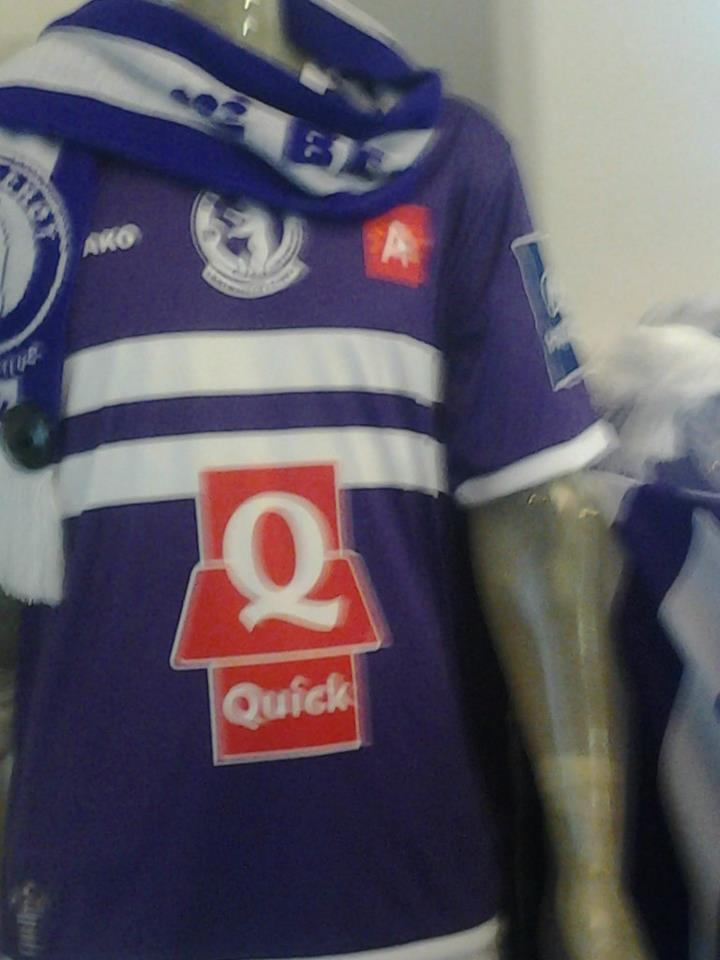
Homeshirt Beerschot AC 2011/12

| 1999-2000        | Diadora    | Young Charly         |
| 2000-2003        | Brunotti   | De Post              |
| 2003-2004        | Brunotti   | Sun Telecom          |
| 2004-2006        | Legea      | Sun Telecom & Garcia |
| 2006-2009        | Legea      | Quick                |
| 2009-2011        | Joma Sport | Quick                |
| Als Beerschot AC |            |                      |
| 2011-2012        | Jako       | Quick                |
| 2012-2013        | Masita     | elke week variabel   |

## Supporters
De grootste rivaal van Beerschot was stadsgenoot Antwerp FC. De derby zorgde traditiegetrouw voor een geladen sfeer tussen de supportersclans in de strijd om de titel "Ploeg van 't Stad". Sinds de degradatie van Antwerp in 2004 speelden beide clubs echter niet meer samen in dezelfde reeks in de competitie. Ook RSC Anderlecht was een grote rivaal voor de Antwerpse supporters.

## Rat van 't jaar
De Rat van 't jaar was een "Gouden Schoen" voor de beste speler van Beerschot per seizoen. De trofee werd gekozen door de supporters en op de laatste thuiswedstrijd van het seizoen uitgereikt door de hoofdvoorzitters van de supportersfederatie.
| Germinal Beerschot - 2002/03 - Paul Kpaka - 2003/04 - Kurt Van Dooren - 2004/05 - Luciano Da Silva - 2005/06 - Luciano Da Silva - 2006/07 - François Sterchele - 2007/08 - Hernán Losada - 2008/09 - Faris Haroun - 2009/10 - Bart Goor - 2010/11 - Gary Kagelmacher |  | Beerschot AC - 2011/12 - Hernán Losada - 2012/13 - Jos Van Hout (materiaalman/clubicoon) |